# 臨済護国禅寺
臨済護国禅寺（りんざいごこくぜんじ）は、台湾の台北市中山区の旧円山町に位置する臨済宗妙心寺派の寺で、台北市の「市指定古蹟」に指定されている。

## 来歴
日本統治時代の1901年（明治34年）に臨済宗妙心寺派の台湾別院として建立された。山号は鎮南山。本尊は釈迦牟尼仏、開基（創立者）は児玉源太郎、開山は梅山玄秀である。1912年（明治45年）に本堂が落成し現在に至る。2008年に妙心寺派に復帰した。
平成31年4月、この寺にあるデスマスクが後藤新平本人の物であると分かった。３つ作られたデスマスクのうちの１つで、新平が生前親しくしていた台湾の実業家の辜顕栄が献納したものである。

## アクセス
- 台北捷運淡水線円山駅から徒歩5分。